# التوائم أحادية السلي

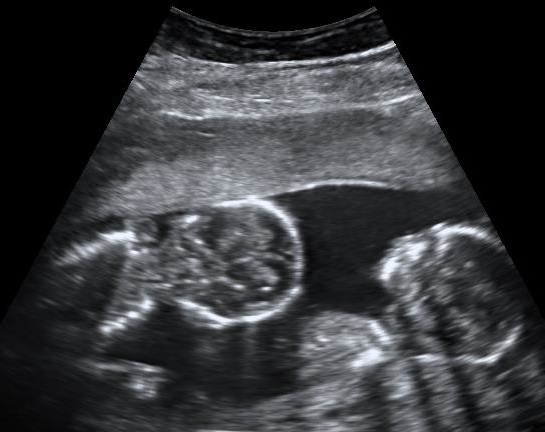

الَتوائِم أُحادية السَّلَي أو توائم البويضة الواحدة هي توائم متطابقة تتشارك في كيس سَلَوِيّ واحد داخل رحم الأم. وبجانب التَطَابُق، تتميز التوائم أُحادية السَّلَي بأُحادية المَشِيمَة أي تشترك في نفس المشيمة، ولذلك تُسمي توائم أُحادية السَّلَي أُحادية المَشِيَمة. وبينما تشترك التوائم أُحادية السَّلَي في مَشِيمَة واحدة، ولكن لدي كل جنين الحبل السري الخاص به. تتطور التوائم أُحادية السَّلَي إذا لم ينفصل الجنين إلا بعد تَكَوُّن الكيس السَلَوِيّ، وذلك خلال تسعة إلي 13 يوماً بعد الإخصاب. ومن المحتمل نمو توائم ثلاثية أو متعددة (غير ثنائية) ولكن ذلك أمراً نادرً الحدوثِ. كما أن هناك بعض الحالات غير الشائعة مثل تَطَوُر فِئَات ُمتَعَدِدَة من الأجِنَة، تَكُون فيها التوائم أُحادية السَّلَي جزءً من حَمْلٍ أكبَرٍ يَتَمَثَل في ثلاثة أو أربعة توائم.